# Berghäusl (Gemeinde Aigen-Schlägl)
Berghäusl ist eine Siedlung in der Gemeinde Aigen-Schlägl im Bezirk Rohrbach in Oberösterreich.

## Geographie
Die Rotte Berghäusl gehört zur Ortschaft Aigen im Mühlkreis. Sie liegt in einer Rodungsinsel des Böhmerwalds mit mageren Flachland-Mähwiesen, in der der Wiesen-Fuchsschwanz (Alopecurus pratensis) und der Große Wiesenknopf (Sanguisorba officinalis) gedeihen. Östlich und westlich der Siedlung erstrecken sich Pfeifengraswiesen (Molinion caeruleae). Die Siedlung befindet sich im Einzugsgebiet des Galgenbachs. Sie ist Teil der 22.302 Hektar großen Important Bird Area Böhmerwald und Mühltal. Unmittelbar neben Berghäusl erstreckt sich das 9.350 Hektar große Europaschutzgebiet Böhmerwald-Mühltäler.

## Geschichte
Bis zur Gemeindefusion von Aigen im Mühlkreis und Schlägl am 1. Mai 2015 gehörte Berghäusl zur Gemeinde Aigen im Mühlkreis.

## Kultur und Sehenswürdigkeiten
Der 12 km lange Rundwanderweg Mühltalblickweg führt durch Berghäusl.